# ランバート・イートン症候群
ランバート・イートン症候群またはランバート・イートン筋無力症候群（Lambert-Eaton myasthenic syndrome、LEMS）は傍腫瘍性神経症候群である。80～90％にP/Q型電位依存性カルシウムチャネル自己抗体（抗P/Q型VGCC抗体）が検出される神経筋接合部かつ自律神経疾患でもあり血漿交換やステロイド治療に反応する。過半数の症例（50～60％）で肺小細胞癌（SCLC）を合併し、肺癌の治療によりLEMS自体も寛解する。極めてまれではあるが悪性疾患以外でも1型糖尿病、自己免疫性甲状腺炎、関節リウマチといった自己免疫疾患の合併例や家族集積性が報告されている。また約10％に小脳失調がみられ発症機序は傍腫瘍性神経症候群と推察されている。

## 疫学
オランダでの検討では100万人あたり2～3人の有病率である。稀な疾患のため正確な頻度は不明である。日本での検討では男女比は3対1であり平均年齢は62歳であった。SCLCの合併率は61％であり、その他の癌が8％、31％が癌を合併していなかった。癌合併例ではその84％で悪性腫瘍の発見前にLEMSの症状が出現している。LEMSからの立場ではSCLCの合併率が高いが、SCLCの立場ではLEMSの合併率は極めて少なく数％以下である。

## 病態
LEMSの病因自己抗体は抗P/Q型VGCC抗体と考えられている。腫瘍に対する免疫反応を契機に産出された自己抗体が神経終末のVGCCに対して交叉反応を起こす。その結果、同チャネル量が減少し、カルシウムイオンの流入が減少することで神経終末からのAch放出が抑制され筋力低下や自律神経症状といったLEMSの症状が出現すると推察されている。

## 小脳失調の合併
以前よりLEMSは小脳失調症を合併しやすいことが報告されており亜急性小脳変性症などと命名されていた。傍腫瘍性小脳変性症を合併したLEMS（PCD-LEMS）とも言われる。PCD-LEMSは、ほぼ全例でSCLCを合併していること、数週間から数ヶ月以内にLEMS症状とPCD症状が混在する、抗P/Q型VGCC抗体はLEMS単独群と比べて高値を示す、免疫学的な治療はLEMSの症状は改善させるがPCDに対しては難治性であるといった特徴がある。

## 症状
LEMS症状はの90％以上は体幹、四肢筋、特に下肢の筋力低下で発症し歩行障害が生じる。下肢の筋力低下は筋の強収縮後の筋力改善（post-tetanic potenciation）がみられる。そのため歩行開始時には下肢筋力低下がみられるが、歩いているうちに改善すると訴える。眼球運動障害と眼瞼下垂の頻度は低く、重症筋無力症（MG）のように眼症状のみが出現することは殆ど無い。口渇、散瞳、膀胱直腸障害などの自律神経障害や小脳失調も認められる。LEMSの増悪時は球症状を示しクリーゼに至る。高齢で悪性腫瘍を随伴する症例では自律神経障害が重篤な傾向がある。MGでは深部腱反射の低下は起こらないがLEMSでは深部腱反射が低下する。LEMSに特異的な所見として、減弱している腱反射は、反復運動後はかえって亢進する(促通現象)。

## 検査所見
反復刺激筋電図検査
LEMSの診断に必須であり、MGとの鑑別にも有用である。MGではCMAP振幅の低下はないがLEMSではCMAP振幅が著明に低下する。運動や高頻度刺激、数分間の低頻度刺激では筋の疲労がみられCMAPの漸増がみられる。低頻度刺激ではwaning現象が観察されるがMGのwaningと異なり1発目から10発目まで徐々に漸減する。MGの場合は4、5発目で以降で漸増することが大きい。高頻度反復刺激筋電図で100％以上のwaxing現象があればLEMSと診断できる。複数の筋すべてにおいて50％以上のwaxing現象が認められた場合もLEMSの可能性が高い。さらに抗P/Q型VGCC抗体陽性患者のほうが陰性患者よりもCMAP振幅が低く、waxingが大きい。
抗P/Q型VGCC抗体
長崎大学第一内科で測定可能である。
塩化エドロホニウム試験
LEMS患者ではMG患者と比較してLEMS症状が劇的に改善する場合は少ないが注意深い観察を行うと殆どの例で改善が認められる。改善が認められる場合はコリンエステラーゼ阻害薬の使用を検討する。
サクソン試験
LEMSの自律神経系の評価として最も重要である。LEMSの自律神経障害では唾液分泌が低下する。またアミファンプリジン（3,4-DAP、3,4-ジアミノピリジン）を投与すると唾液量が回復する。
神経筋接合部生検
LEMSでは診断の有効性は低い。
悪性疾患の検索
文献上はLEMS患者ではLEMS発症の6年前から発症5年後まで悪性腫瘍が認められており、その中央値は発症後6ヶ月であった。LEMS発症後5年間は精力的に悪性疾患を検索するべきという意見もある。

## 治療
LEMSの治療の基本原則はSCLCの発見とその根治的治療である。なぜならLEMS患者のSCLCを化学療法、放射線治療、外科手術で治療し根治させるとLEMS症状も著明に改善するからである。症状改善のための治療としてアミファンプリジンの投与やコリンエステラーゼ阻害薬の投与も検討される。悪性疾患が指摘できない場合は重症筋無力症に準じて免疫学的な治療を行う。
かつては塩化グアニジニウムが用いられたが、副作用が強いため推奨されていない。

## 予後
SCLCの治療反応による。